# Наувинк, Леон
Леон Наувинк (фр. Léon нидерл. Nauwinck; 1882, Рубе — 1971) — французский скрипач и музыкальный педагог.
Учился в Парижской консерватории у Мартена Марсика и Гийома Реми, в дальнейшем также совершенствовал своё мастерство под руководством Люсьена Капе, Акилле Риварде и Отакара Шевчика. В течение двух лет играл в оркестре в Монте-Карло, далее обосновался в Париже, где был концертмейстером оркестра Парижской оперы и выступал как ансамблист, в том числе как вторая скрипка в струнном квартете своего коллеги по оркестру Эмиля Луазо и как альт в квартете Капе. В середине 1930-х годов несколько лет работал в Хельсинки, посвятив себя преимущественно педагогической работе; вернувшись в 1937 году в Париж, также занимался в основном преподавательской деятельностью. Среди учеников Наувинка, в частности, Туомас Хаапанен.
Был дружен с художником Эдуаром Вюйяром, любил музицировать у него в мастерской, что и запечатлено на картине Вюйяра «Утренний концерт»: вместе с Наувинком играют Эдме Ортманс-Бах (скрипка) и Клод Крюссар (фортепиано).